# Johannes Paul Thilman
Johannes Paul Thilman (* 11. Januar 1906 in Dresden; † 29. Januar 1973 ebenda) war ein deutscher Komponist.

## Leben

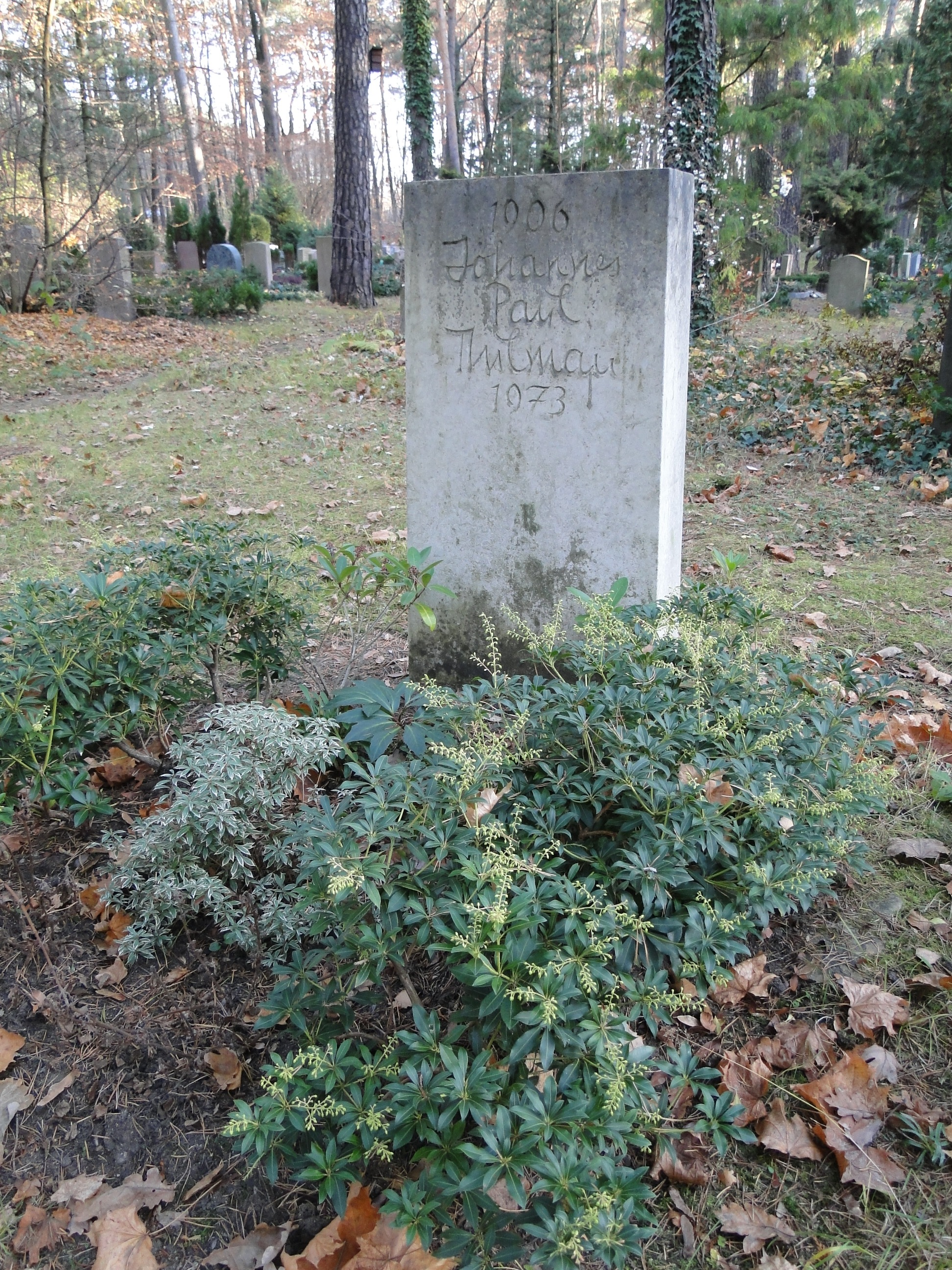
Johannes Paul Thilmans Grab auf dem Heidefriedhof in Dresden

Thilman verfolgte in seiner Jugend andere Interessen als Musik. Ursprünglich wollte er Lehrer werden und besuchte von 1919 bis 1926 das Lehrerseminar in Dresden. Erst im Alter von 18 Jahren fand er zur Musik und bildete sich zunächst als Autodidakt. Paul Hindemith wurde auf seine Kompositionen aufmerksam. Hindemith und Hermann Scherchen waren Thilmans erste Lehrer und führten einige seiner Werke unter anderem bei den Donaueschinger Musiktagen auf. Ab 1929 studierte er am Leipziger Konservatorium Komposition bei Hermann Grabner, vorher hatte er an der Technischen Hochschule Dresden Kulturwissenschaften studiert. 1931 schloss Thilman seine Studien ab. Von 1930 bis 1939 war Thilman als Lehrer tätig.
Nach der Machtergreifung der Nationalsozialisten trat er zum 1. Mai 1933 in die NSDAP ein (Mitgliedsnummer 1.912.107). 1935 komponierte er die Musik zum Festspiel Ein Volk stand auf, mit Ausnahme dieses Stückes fand er während des Dritten Reiches als Komponist nur wenig Anerkennung. Im Zweiten Weltkrieg leistete er Wehrdienst. Danach kehrte er nach Dresden zurück und wirkte zunächst als Dozent an einigen Bildungsstätten. Im Jahre 1953 wurde er Dozent, 1956 Professor für Komposition an der Hochschule für Musik Carl Maria von Weber Dresden. 1968 wurde er emeritiert. Zu seinen Schülern gehören Jörg Herchet, Friedrich Goldmann, Wilfried Krätzschmar, Thomas Müller und Udo Zimmermann. Ab 1970 war Thilman korrespondierendes Mitglied an der Akademie der Künste Berlin (Ost). Zudem engagierte er sich im Musikleben Dresdens, besonders unterstützte er das Laienmusizieren. Er trat auch als Musikschriftsteller in Erscheinung. Leitende Aufgaben übernahm Thilman im Verband der Komponisten und Musikwissenschaftler der DDR, als Vorsitzender des Bezirksvorstandes Dresden und Mitglied des Zentralvorstandes.
Thilman erhielt im Jahre 1960 den Nationalpreis der DDR III. Klasse für Kunst und Literatur und 1966 und 1972 den Vaterländischen Verdienstorden in Bronze und Silber. 1968 wurde er Ehrensenator der Dresdner Musikhochschule. Er verstarb 1973 in Dresden und wurde auf dem dortigen Heidefriedhof beigesetzt.

## Tonsprache
Thilmans Schaffen muss in mehrere Perioden unterteilt werden. Seine ersten Werke sind expressionistisch geprägt und stehen dem Hindemith der frühen 1920er Jahre nahe. Infolge seines Studiums änderte er seine Tonsprache, kehrte zur Tonalität zurück und legte Wert auf polyphone Gestaltungsweisen. Weiterhin stand er Hindemith wie auch Strawinski stilistisch nahe. Viele seiner frühen Werke sind allerdings nicht überliefert, da sie im Zweiten Weltkrieg verloren gingen. Nach 1945 suchte Thilman neue Wege und grenzte sich nach und nach gegenüber Hindemith ab. In den 1950er Jahren, in denen seine bekanntesten Werke entstanden, komponierte er sehr konservativ. Werke aus dieser Zeit wie etwa die seinerzeit sehr beachtete 4. Sinfonie orientieren sich in formaler und harmonischer Hinsicht an der Musik der Romantik. Die Melodik ist stets eingängig, oft auch durch Volksmusik inspiriert. Dies ist nicht zuletzt im modalen Einschlag vieler Werke deutlich zu vernehmen. Ohne Zweifel orientierte sich Thilman an der Ästhetik des Sozialistischen Realismus. In seinen späteren Werken wählte er oft ungewöhnliche Besetzungen und freiere Formen mit assoziativen Titeln. Hier komponierte er wieder moderner und setzte sich erneut mit den Idolen seiner Jugend auseinander. Thilmans Werke sind generell eher knapp gehalten. Der Schwerpunkt seines Œuvres liegt auf den Orchesterwerken. In der DDR feierte er seine größten Erfolge, heute ist er allerdings fast vergessen.

## Kompositionen (Auswahl)
Sinfonien
- Kleine Sinfonie Nr. 1 G-Dur op. 56/2 (1951)
- Kleine Sinfonie Nr. 2 F-Dur op. 60 (1952)
- Kleine Sinfonie Nr. 3 D-Dur op. 63 (1953)
- Sinfonie Nr. 4 d-moll op. 64 (1954)
- Sinfonie Nr. 5 op. 79 Sinfonie in einem Satz (1956)
- Sinfonie Nr. 6 in E op. 92 (1959)
- Sinfonie Nr. 7 in A op. 101 (1961)
- Sinfonietta op. 56 (1951)
- Spiel-Sinfonie für Laienorchester (1961)
- Jugend-Sinfonie für Laienorchester (1962)

andere Orchesterwerke
- Vorspiel und kleines Konzert für Orchester op. 5 (1935)
- Ich wollt', dass ich daheime wär, Thema, Variationen und Finale für Orchester op. 21 (1940, über das Lied von Heinrich Laufenberg)
- Partita piccola op. 43 (1948)
- Die sieben Tänze für großes Orchester op. 52 (1951)
- Sinfonische Inventionen op. 77 (1955)
- Sinfonischer Prolog op. 94 (1960)
- Sinfonisches Vorspiel (Huldigung für Robert Schumann) op. 100 (1961)
- Episoden für großes Orchester (1967)
- Ode für großes Orchester (1966–68)
- Impulse für großes Orchester (1971)
- zahlreiche kleinere Orchesterwerke

Konzerte
- Konzert für zwei Klaviere und Orchester (1968)
- Konzert für Klavier und Kammerorchester (1928)
- Concertino für Klavier (linke Hand) und Orchester B-Dur op. 65 (1954)
- Doppelkonzert für Bassklarinette und Klavier mit Streichorchester und Schlagzeug (1968)
- Concerto piccolo für Cembalo und kleines Orchester (1968)
- Violinkonzert op. 59 (1952)
- Konzert für Violine und Kammerorchester (1972)
- Lichtenberger Konzert für Violine und Streicher (1958)
- Orpheus, Konzert für Englischhorn und kleines Orchester (1969)
- Concertino für Trompete und Kammerorchester op. 66 (1954)
- Concertino giocoso für Posaune und kleines Orchester op. 47 (1949)

Bühnenwerke
- Peter Schlemihl, Oper (1957/58)
- Peter Schlemihl, Ballett (1965)

Vokalmusik
- Das deutsche Tagewerk, Kantate nach Worten von Hans Lorbeer op. 53 (1951)
- Ein Lied für die Partei, Kantate (1961)
- Dresdner Kantate
- Unsterbliche Opfer für Bass und Orchester (1960)
- Lieder, u. a. Lieder der Zeit, Drei lyrische Gesänge nach Max Zimmering für Bariton und Klavier (1958), Rumänische Lieder für Mezzosopran und Klavier (1961)

Kammermusik
- Sextett für Oboe, Klarinette, Fagott, Viola, Viola und Kontrabass op. 74 (1955)
- Quintett für Klarinette und Streichquartett op. 73 (1955)
- Ostinati für Flöte, Viola, Violoncello, Harfe und Schlagzeug (1961)
- Sonatine für Streichquartett op. 49 (= Streichquartett Nr. 1?; 1950)
- Streichquartett Nr. 2 op. 62 (1954)
- Streichquartett Nr. 3 D-Dur op. 81 (1956)
- Streichquartett Nr. 4 op. 84 in einem Satz (1958)
- Dramatische Szenen für Streichquartett (1969)
- Kammerspiel für Streichquartett (1970)
- Concertino für Streichquartett (1971)
- Klavierquartette (Nr. 2 op. 70)
- Klaviertrio (1963)
- Vier Gespräche für Flöte, Bassklarinette und Klavier (1965)
- Concerti espressivi für Posaune, Pauken und Klavier (1965)
- Violinsonaten (d-moll op. 6, 1932; op. 80, 1956)
- Kleine Sonate für Violoncello und Klavier op. 96 (1960)
- Kleine Sonate für Englischhorn und Klavier op. 34 (1946)

Klaviermusik
- 2 Sonaten (d-moll, f-moll) op. 30 (1946)
- Sonatina patetica op. 39 (1947)
- Händel-Variationen op. 1 (1932)
- Zehn Neue Inventionen op. 86 (1958)
- Sommerabend am Schwarzen Meer (1970)
- weitere kleine Stücke

## Schriften (Auswahl)
- Probleme der neuen Polyphonie. Dresden: Dresdener Verl.-Ges. [1949] (Volltext über das Münchener Digitalisierungszentrum).
- Neue Musik. Polemische Beiträge. [Dresden]: VVB Verlag – Dresdner Verlag 1950.
- Musikalische Formenlehre in unsrer Zeit. Dresden: Verlag der Kunst 1951.

## Nachlass
Der umfangreiche Nachlass von Johannes Paul Thilman wird in der Sächsischen Landesbibliothek – Staats- und Universitätsbibliothek Dresden aufbewahrt.